# Fastenal
Fastenal Company er en amerikansk in-store-kæde med fasteners som søm og skruer. De har 3.200 in-market lokationer og i alt 690.000 forskellige varer. 
Virksomheden er etableret i 1968 af Bob Kierlin.